# Джейлан, Туран
Туран Джейлан (тур. Turan Ceylan; 12 июня 1968,  Токат, ил Токат, Турция) — турецкий борец вольного стиля, чемпион мира, призёр чемпионатов Европы.

## Спортивные результаты
- Чемпион мира (1994).
- Серебряный призёр чемпионатов Европы (1994, 1995).
- Участник Олимпийских игр 1996 года (18-е место).
- Чемпион Средиземноморских игр (1991).

## Видео
- Чемпионат мира 1994, вольная борьба, до 74 кг, финал: Виктор Пейков (Молдавия) — Туран Джейлан (Турция)